# پل سرچشمه روستای مردق
پل سرچشمه روستای مردق مربوط به دوره صفوی است و در شهرستان مراغه، روستای مردق واقع شده و این اثر در تاریخ ۱۷ اسفند ۱۳۸۱ با شمارهٔ ثبت ۷۵۴۰ به‌عنوان یکی از آثار ملی ایران به ثبت رسیده است.